# 폭포
폭포(瀑布, 영어: waterfall)는 강이나 호수에서 단차(段差)로 인하여 수직 또는 몹시 가파른 경사면으로 낙하하는 물줄기다. 물이 떨어지는 곳을 의미하기도 한다. 폭포는 평평한 빙산이나 빙붕의 가장자리 용융물이 떨어지는 곳에서도 발생한다.

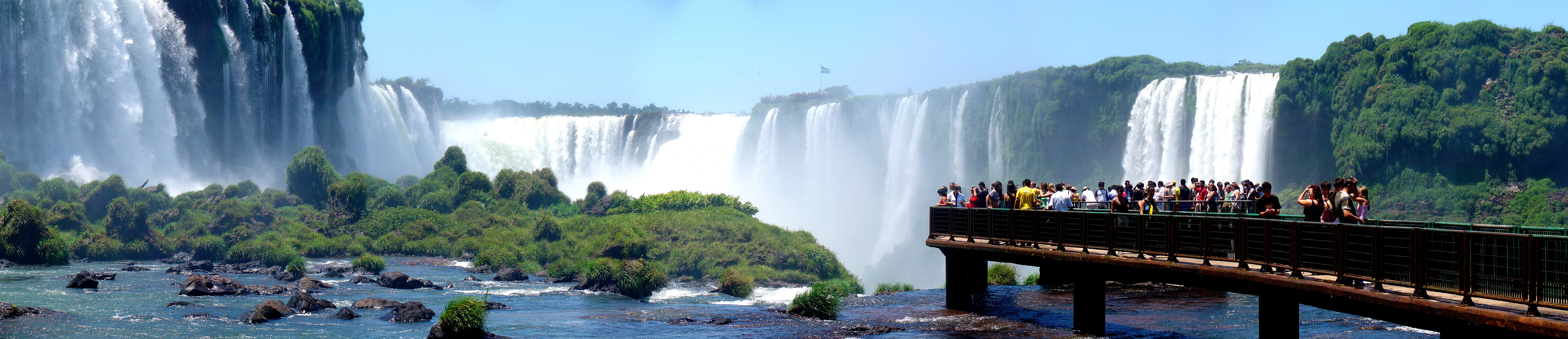
이구아수 폭포 (브라질, 아르헨티나)

## 유형
- 돌출형(Ledge waterfall)
  - 블럭형 (Block/Sheet)
  - 고전형 (Classical)
  - 커튼형 (Curtain)
- 하방형(Plunge)
  - 펀치볼형 (Punchbowl)
- 말꼬리형(Horsetail)
  - 슬라이드형 (Slide)
  - 리본형 (Ribbon)
  - 낙하산형 (Chute)
  - 부채형 (Fan)
- 캐스캐이드형(Cascade)
- 단층식(Tiered) / 다층식(Multi-step) / 계단식(Staircase)
- 홍수형(Cataract)
- 분할형(Segmented)
- 동결형(frozen)
- 풍차형(Moulin)

일부 폭포는 연속적으로 흐르지 않는다는 점에서도 구별된다. 단명(ephemeral) 폭포는 비나 눈이 많이 녹은 후에만 흐른다.

## 주요 폭포

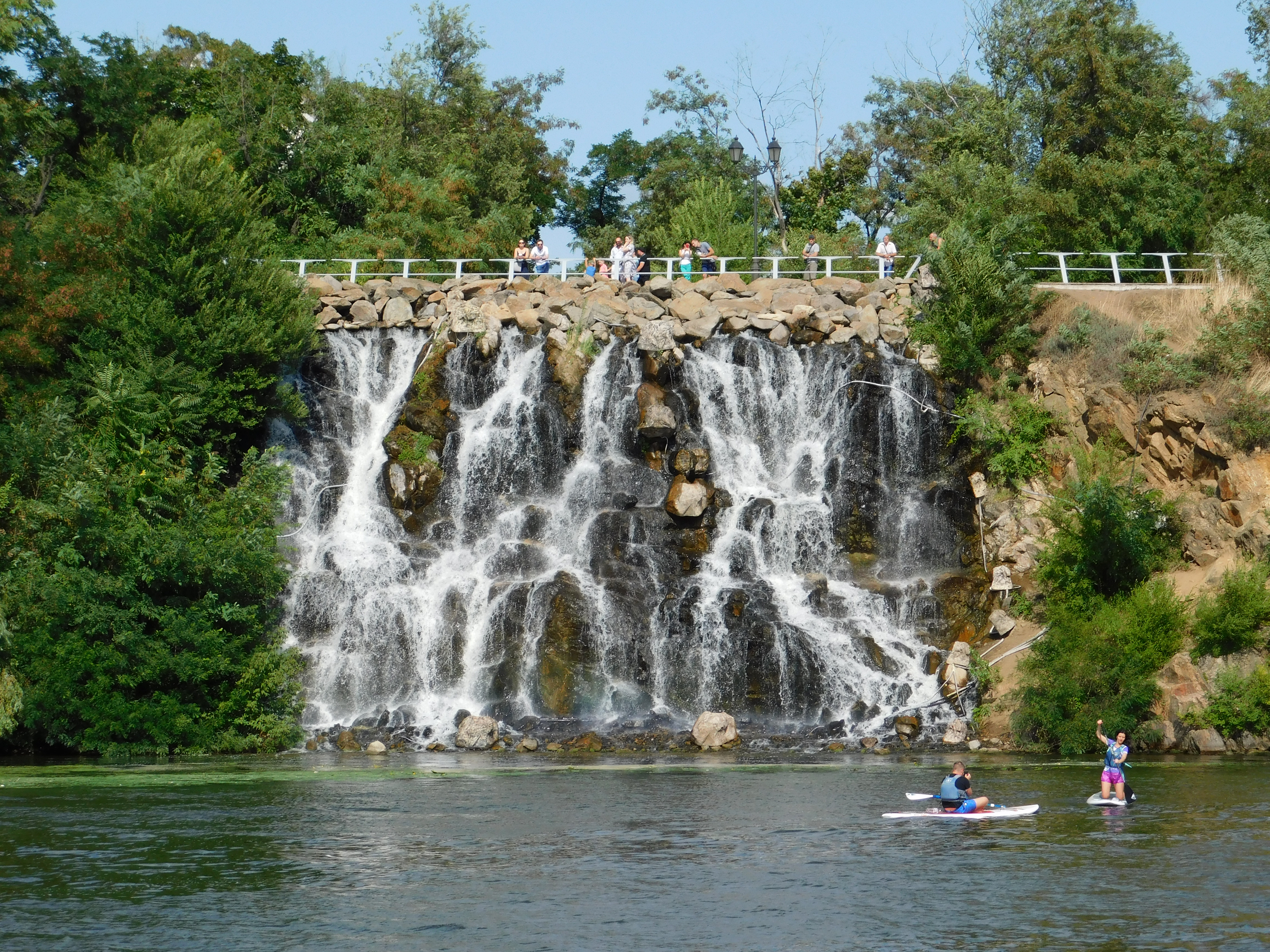

- 나이아가라 폭포 - 북아메리카 최대의 폭포. 나이아가라강, 미국과 캐나다 국경.
- 보요마 폭포 - 가장 수량이 풍부한 폭포(17,000 m³/s). 루알라바강, 콩고 민주 공화국.
- 빅토리아 폭포 - 가장 폭이 넓은 폭포. 잠베지강, 잠비아와 짐바브웨 국경.
- 앙헬 폭포 - 가장 낙폭이 큰 폭포 (979m). 베네수엘라.
- 이과수 폭포 - 남아메리카 최대의 폭포. 이구아수강, 브라질과 아르헨티나 국경.
- 엉또폭포 - 많은 비가 내려야 생기는 폭포. 제주도 서귀포시.

## 같이 보기
- 대한민국의 폭포 목록
- 나마 (지형)
- 지류